# Connie Willis
Pour les articles homonymes, voir Willis.
Œuvres principales
- Le Grand Livre
- Sans parler du chien

Constance Elaine Trimmer Willis plus connue comme Connie Willis, née le 31 décembre 1945 à Denver dans le Colorado, est une romancière américaine de science-fiction qui a été primée de nombreuses fois pour ses ouvrages.

## Biographie
En 1963 elle commence à étudier au Colorado State College (depuis nommée université du Nord du Colorado) et en sort diplômée en mai 1967 avec un BA en anglais et éducation élémentaire.
Elle vit à Greeley dans le Colorado avec son mari Courtney Willis, professeur de physique à l'université de Northern Colorado, avec qui elle a eu une fille, Cordelia.

## Style et thématique
Elle devient très vite célèbre dès la parution de ses premières nouvelles dans les années 1980. Elle excelle à apporter des réponses subtiles aux questions les plus saugrenues en apparence. Peut-on baptiser les orang-outans ? Une théière perdue annonce-t-elle la fin du monde ? Peut-on vivre à l'intérieur d'un trou noir, et comment le faire savoir à Einstein ? Une adolescente peut-elle découvrir l'amour au moment de l'explosion du Soleil ? La physique quantique s'applique-t-elle à Hollywood ? Lorsque la lune est bleue, tout est-il vraiment possible ?
Ses œuvres abordent avec maîtrise des thèmes parfois difficiles, violents ou dramatiques - la guerre (Sans parler du chien, Black-out et All Clear), la mort (Passage), la pandémie (Le Grand Livre) ; souvent historiques et minutieusement documentées - l'Angleterre victorienne (Sans parler du chien), le Moyen Âge (Le Grand Livre) ; sans jamais se départir d'un humour pince-sans-rire permanent que d'aucun qualifient « d'anglais », bien qu'elle soit américaine.
Remake est une anticipation montrant un proche avenir où le cinéma n'existerait plus, les réalisateurs se contentant de produire des remakes d'anciens films en les modifiant grâce aux technologies de l'image.

## Récompenses et distinctions
Elle a reçu onze fois le prix Hugo, sept fois le prix Nebula et douze fois le prix Locus. En 2009 elle fait son entrée au Science Fiction Museum and Hall of Fame.

## Œuvres

### Romans
- (en) Water Witch, 1982Écrit avec Cynthia Felice (en).
- (en) Lincoln's Dreams, 1987Prix John-Wood-Campbell Memorial 1988
- (en) Light Raid, 1989Écrit avec Cynthia Felice (en).
- Le Grand Livre, J'ai lu, 1994 ((en) Doomsday Book, 1992)Prix Hugo du meilleur roman 1993, prix Nebula du meilleur roman 1992 et prix Locus du meilleur roman de science-fiction 1993
- Remake, J'ai lu, 1997 ((en) Remake, 1994)Prix Locus du meilleur roman court 1996
- (en) Uncharted Territory, 1994
- (en) Bellwether, 1996Prix Locus du meilleur roman court 1997
- (en) Promised Land, 1997Écrit avec Cynthia Felice (en).
- Sans parler du chien, J'ai lu, 2000 ((en) To Say Nothing of the Dog, 1997)Prix Hugo du meilleur roman 1999 et prix Locus du meilleur roman de science-fiction 1999
- Passage, J'ai lu, 2003 ((en) Passage, 2001)Prix Locus du meilleur roman de science-fiction 2002
- Infiltration, J'ai lu, coll. « Nouveaux Millénaires », 2015 ((en) Inside Job, 2005)Prix Hugo du meilleur roman court 2006 - Paru dans le recueil Les Veilleurs
- (en) D.A., 2007
- Tous assis par terre, J'ai lu, coll. « Nouveaux Millénaires », 2015 ((en) All Seated on the Ground, 2007)Prix Hugo du meilleur roman court 2008 - Paru dans le recueil Les Veilleurs
- Black-out, Bragelonne, 2012 ((en) Blackout, 2010)Prix Hugo du meilleur roman 2011, prix Nebula du meilleur roman 2010 et prix Locus du meilleur roman de science-fiction 2011 conjointement avec All Clear
- All Clear, Bragelonne, 2013 ((en) All Clear, 2010)Prix Hugo du meilleur roman 2011, prix Nebula du meilleur roman 2010 et prix Locus du meilleur roman de science-fiction 2011 conjointement avec Black-out
- (en) All About Emily, 2011
- Interférences, Bragelonne, 2017 ((en) Crosstalk, 2016)
- (en) I Met a Traveller in an Antique Land, 2017
- (en) Jack, 2020
- (en) Take a Look at the Five and Ten, 2020
- (en) The Road to Roswell, 2023

### Recueils de nouvelles
- Les Veilleurs du feu, J'ai lu, 1988 ((en) Fire Watch, 1984)
- Aux confins de l'étrange, J'ai lu, 1995 ((en) Impossible Things, 1993)Prix Locus du meilleur recueil de nouvelles 1994
- (en) Even the Queen: And Other Short Stories, 1998
- (en) Miracle and Other Christmas Stories, 1999
- (en) The Winds of Marble Arch and Other Stories: A Connie Willis Compendium, 2007Prix Locus du meilleur recueil de nouvelles 2008
- Les Veilleurs, J'ai lu, coll. « Nouveaux Millénaires », 2015 ((en) The Best of Connie Willis, 2013)Prix Locus du meilleur recueil de nouvelles 2014
- (en) A Lot Like Christmas, 2017

### Autres nouvelles traduites en français
- Marguerite, au soleil (1979)
- À l'affiche ce soir, 2018 ((en) Now Showing, 2014)Publiée dans l'anthologie Vauriens aux éditions Pygmalion